# CuteNews
CuteNews är ett publiceringssystem för nyheter skrivet i PHP och utvecklat av CutePHP. Syftet är att kunna publicera nyheter på webbplatser utan FTP-tillgång.
Trots att skriptet är skrivet i PHP lagras ingen information i SQL-databaser, utan i textfiler direkt på servern. Man laddar upp och installerar skriptet direkt från webbplatsen, och sedan kan man logga in från den angivna URL:en. För att visa nyheterna på sin egen webbplats (förutsatt att den är kodad i PHP) används PHP-tagen PHP include. Är man inte bekant med PHP går det även att länka till CutePHP-sajten med en iframe.
Principen med skriptet är alltså kortfattat att visa nyheter på webben som besökarna kan kommentera och prenumerera på.
Skripet har öppen källkod och är fritt för icke-kommersiellt bruk. Vill man däremot ha bort texten "Powered by CuteNews..." som syns längst ner på varje nyhetssida, måste man införskaffa en licens.
CuteNews har fått kritik av dess användare för att så kallade botar automatiskt publicerar skräppostmeddelanden genom kommenteringsfunktionen. Man kan dock numera undvika detta genom att lägga till en kontrollkod (captcha) i kommenteringsforumläret.

## Funktioner

### Formatering
I CuteNews är det möjligt att använda HTML för att formatera nyhetetsartiklarna. Det finns även stöd för smilies och att ladda upp bilder direkt från skriptet som sedan kan infogas i artiklarna. Samtliga artiklar går att redigera i efterhand.

### RSS-flöden
CuteNews har en funktion för RSS-flöden, där de tio (går att ändra) senaste nyheterna visas.

### Kategorier
Efter man har skapat en ny artikel kan man välja om den ska visas i en speciell kategori (till exempel "nyheter", "uppdateringar").

### Avatarer
Det går att ställa in om man vill visa en avatar (liten visningsbild) vid sidan av artikeln. Förslagsvis en bild på den som publicerade nyheten, eller en bild som har med nyheten att göra.

### Användare
Är man fler än en som driver en webbplats, går det även att skapa flera användarkonton. Dessa finns i fyra olika ranker:
1. Administratör - har full tillgång till skriptet
2. Redigerare - kan lägga till/ändra sina egna och andras artiklar
3. Journalist - kan endast lägga till artiklar (som måste godkännas)
4. Kommentator - kan endast kommentera artiklar

## Användningsområden
CuteNews har blivit väldigt populärt hos fansajter, där webmasters ofta använder skriptet på startsidan för att ge besökarna de senaste nyhetsrubrikerna (ofta om en skådespelare eller en musiker).
Skriptet har även använts för bloggning på personliga webbplatser, då det är möjligt att anpassa skriptet på flera sätt.